# Monastère Xilai
Le monastère Xilai (chinois : 西来寺 ; pinyin : xīlái sì) est un temple du bouddhisme tibétain et du bouddhisme chan, situé à Zhangye, province du Gansu, en République populaire de Chine.
D'après les ouvrages 《甘州府志》 et 《修西来寺碑记》 le bâtiment a été construit à partir de la Dynastie Tang et modifié vers l'état actuel, sous le règne de Yongzheng, de la dynastie Qing et sera transformé en monastère par le moine Langfa Azamusu (郎法·阿札木苏), en 1712 sous le règne de Kangxi.
Le monastère est classé depuis 1963 sur la liste des sites historiques et culturels majeurs protégés au Gansu (zh), puis, depuis 2006 6e liste des sites historiques et culturels majeurs protégés au niveau national, pour le Gansu sous le numéro 6-800.

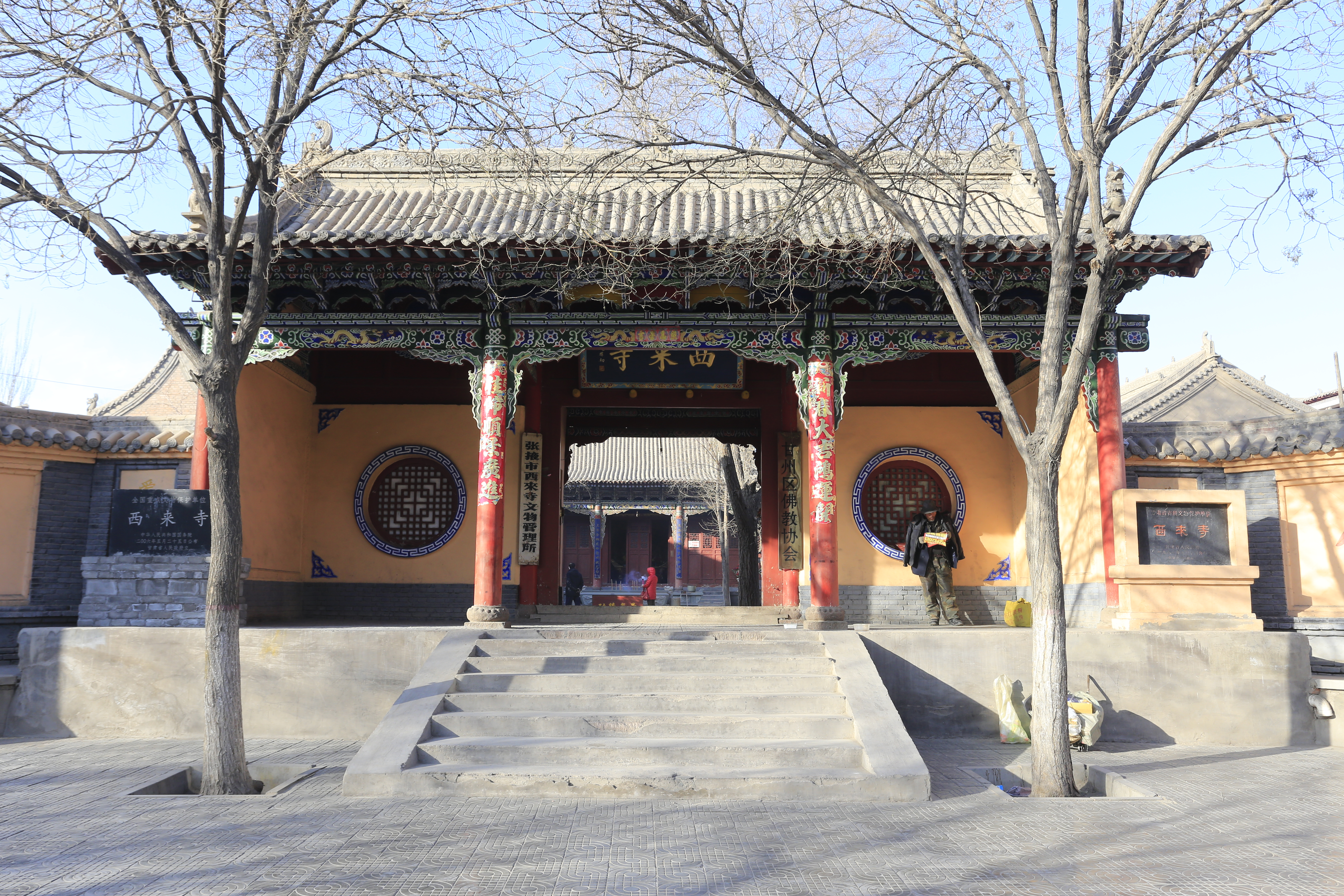
Porte des monts (山门)
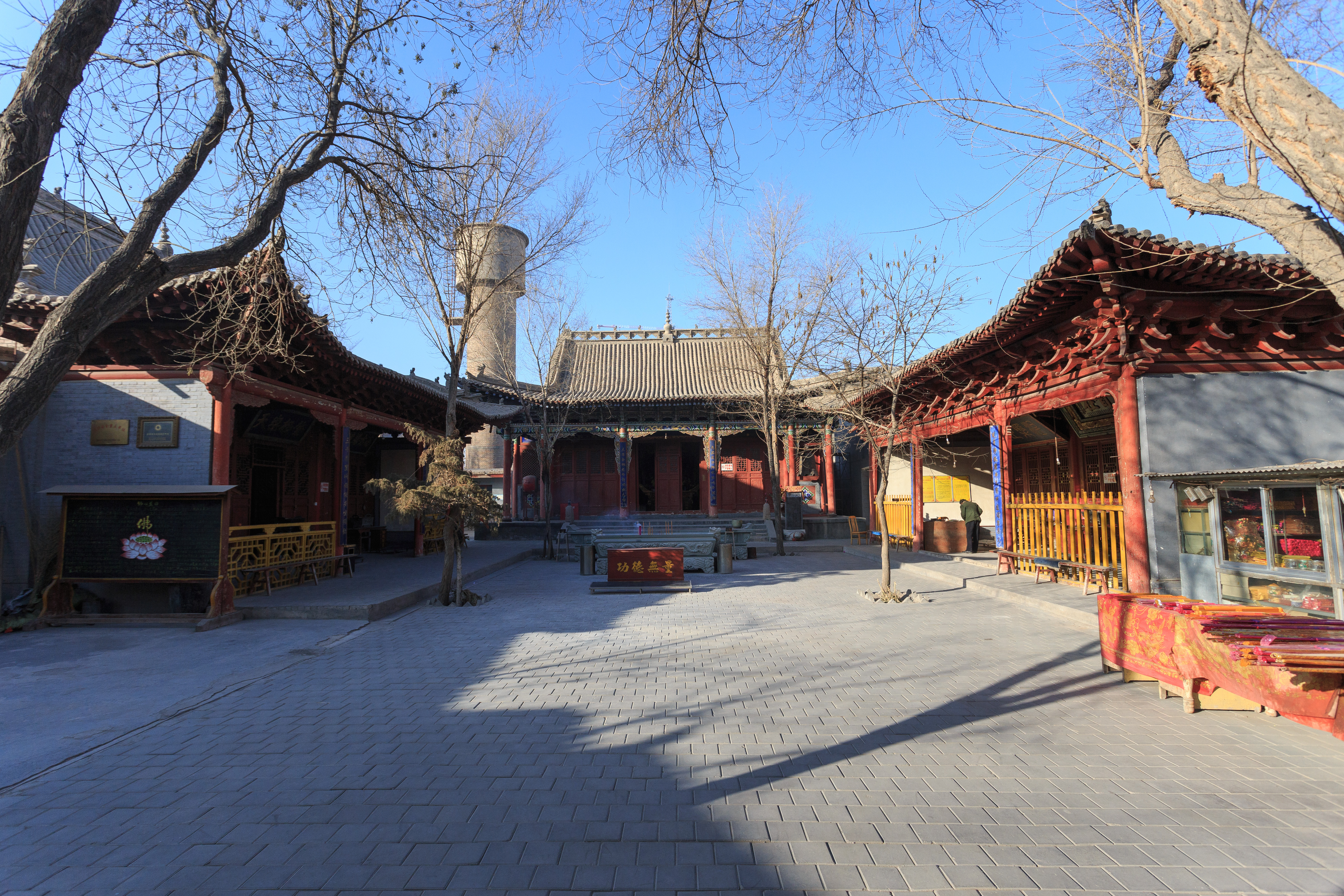
Temple principal et pèidiàn du Nord et du Sud 南北配殿
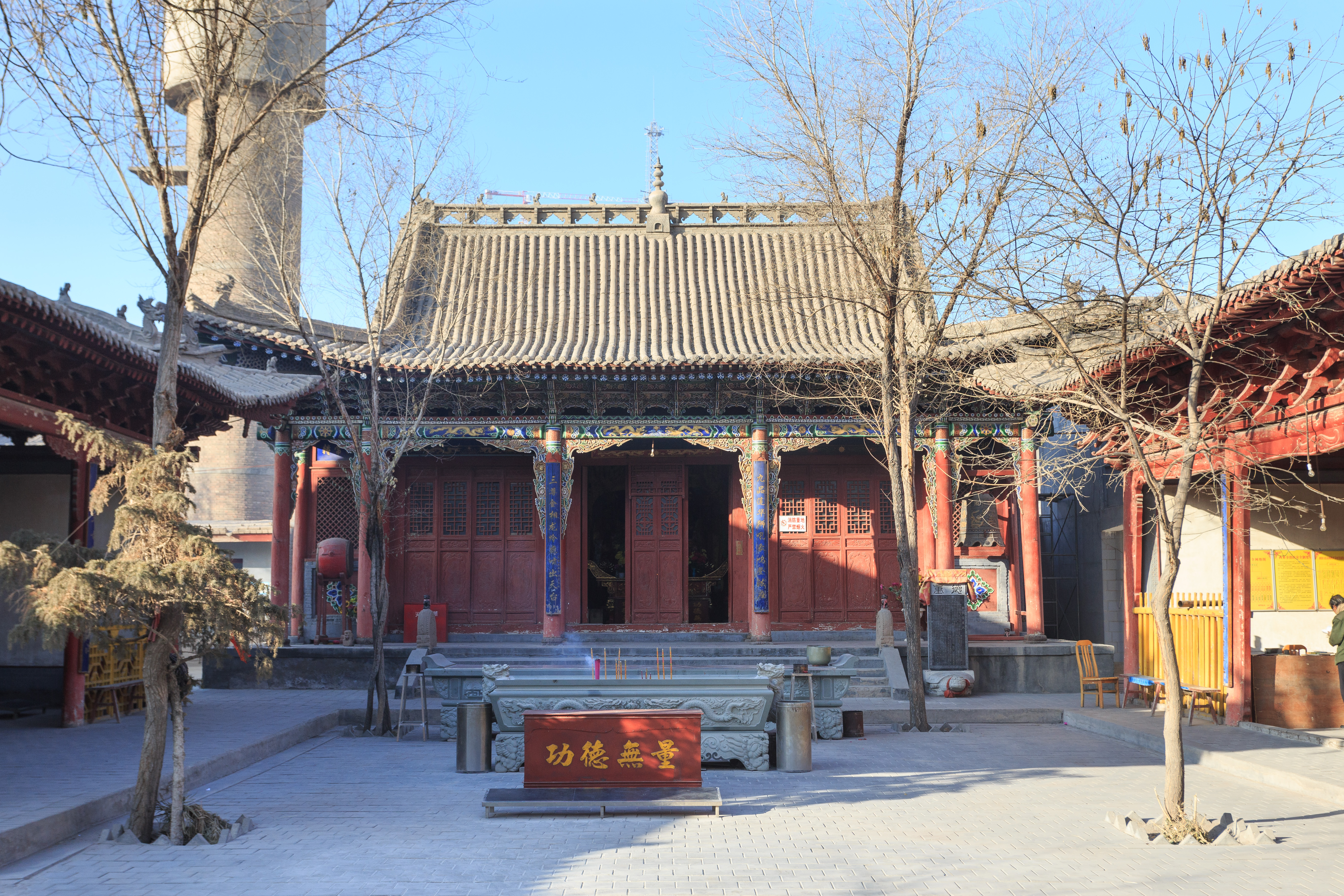
Temple principal
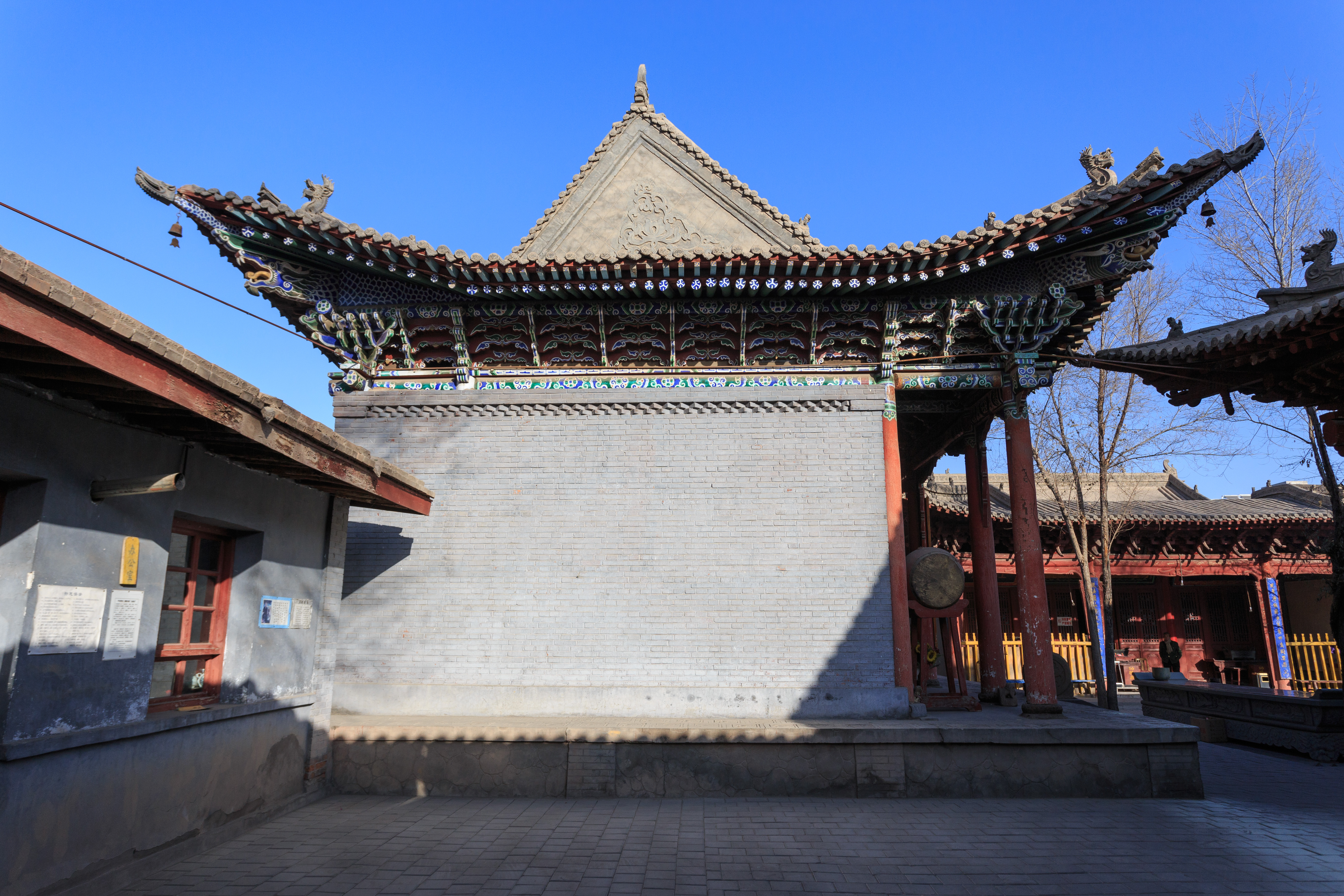
Face Sud du temple principal
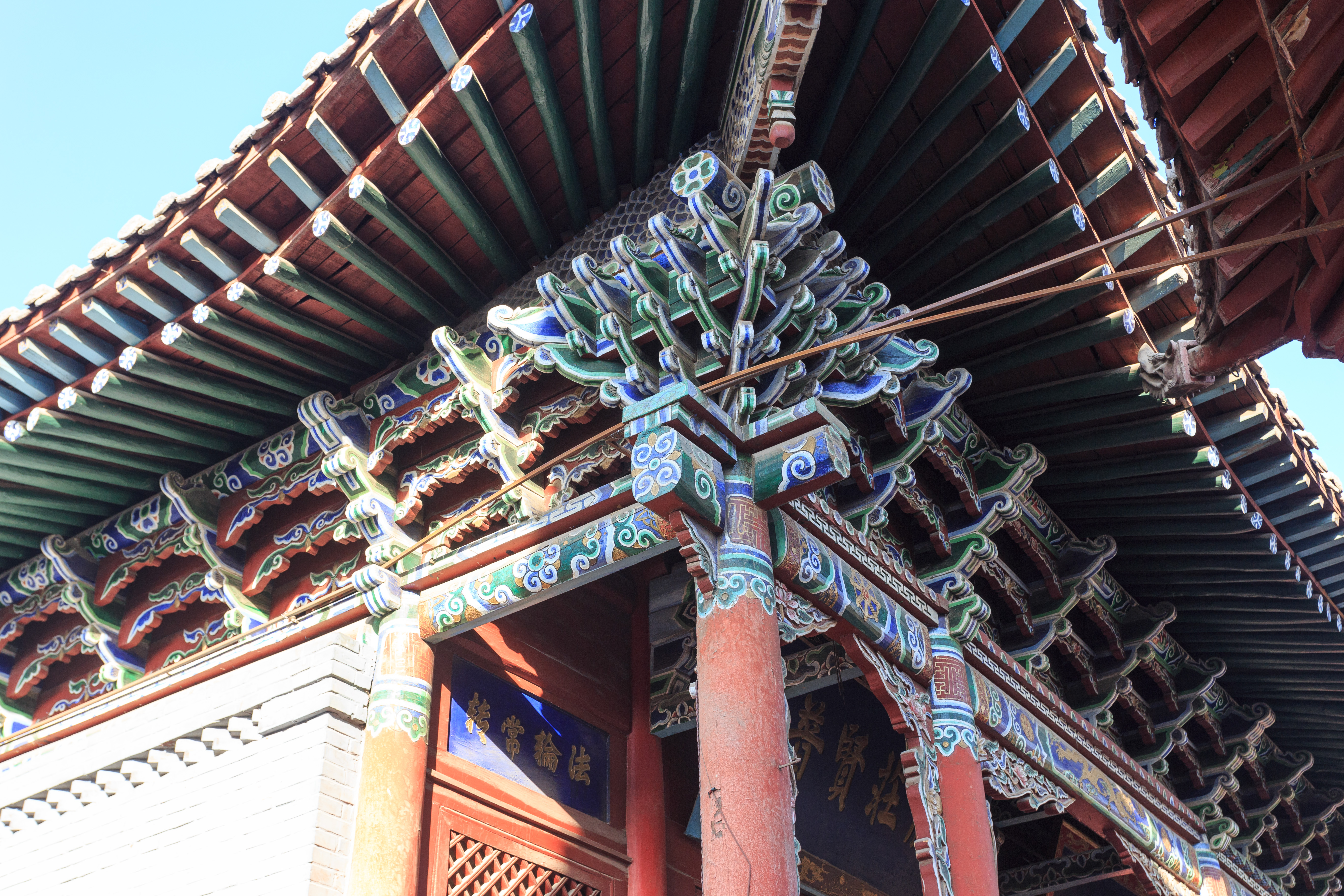
Angle du toit du temple principal
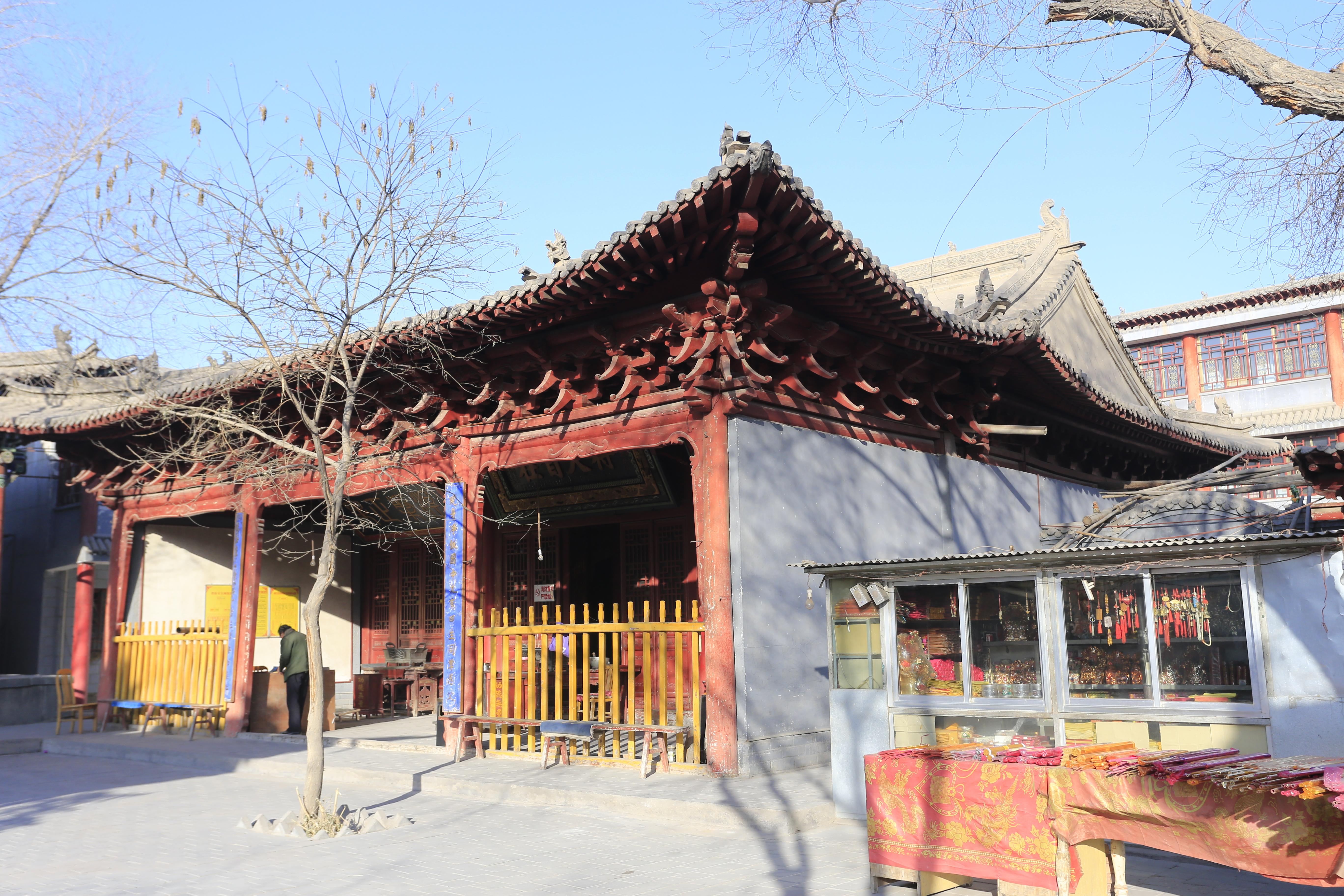
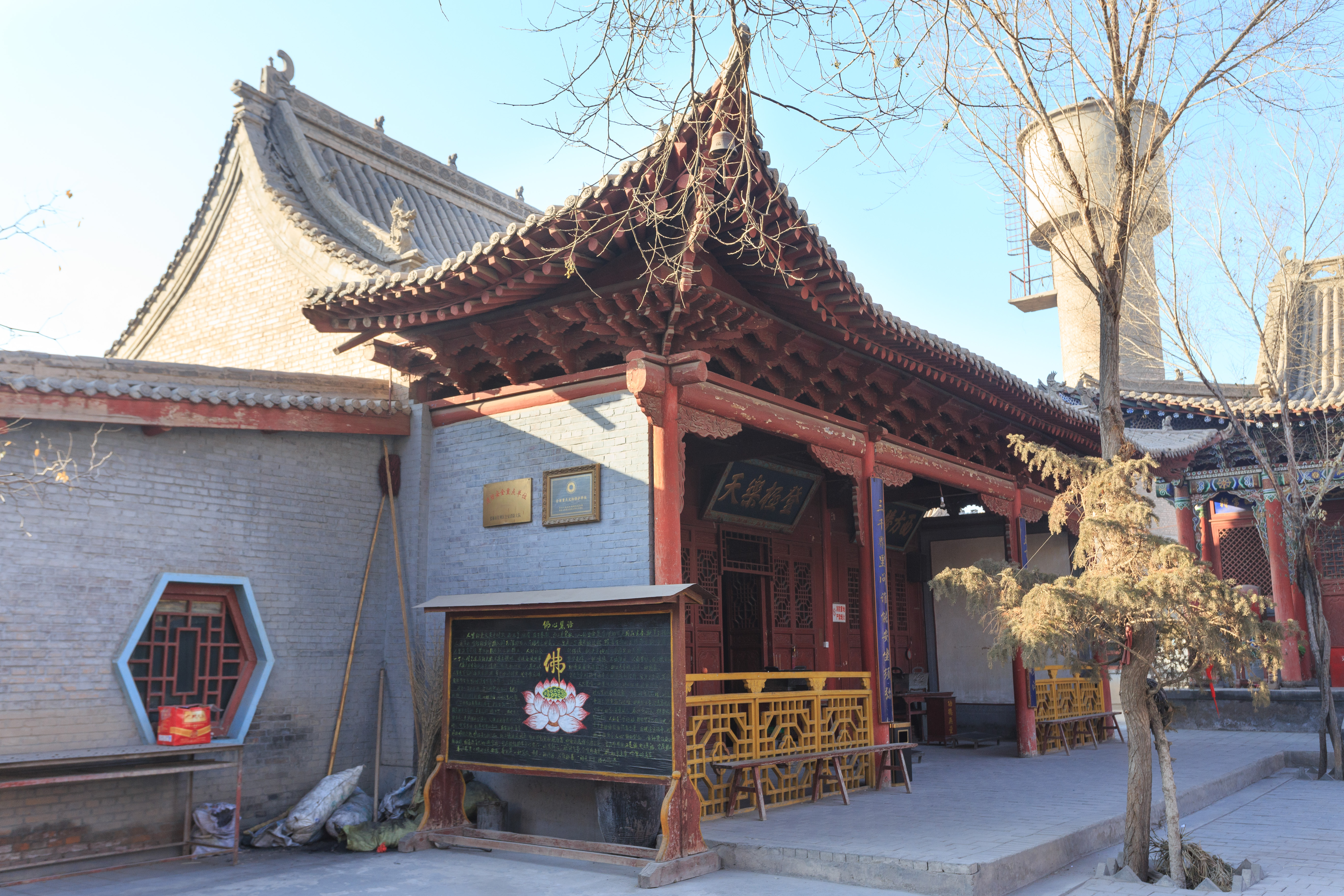
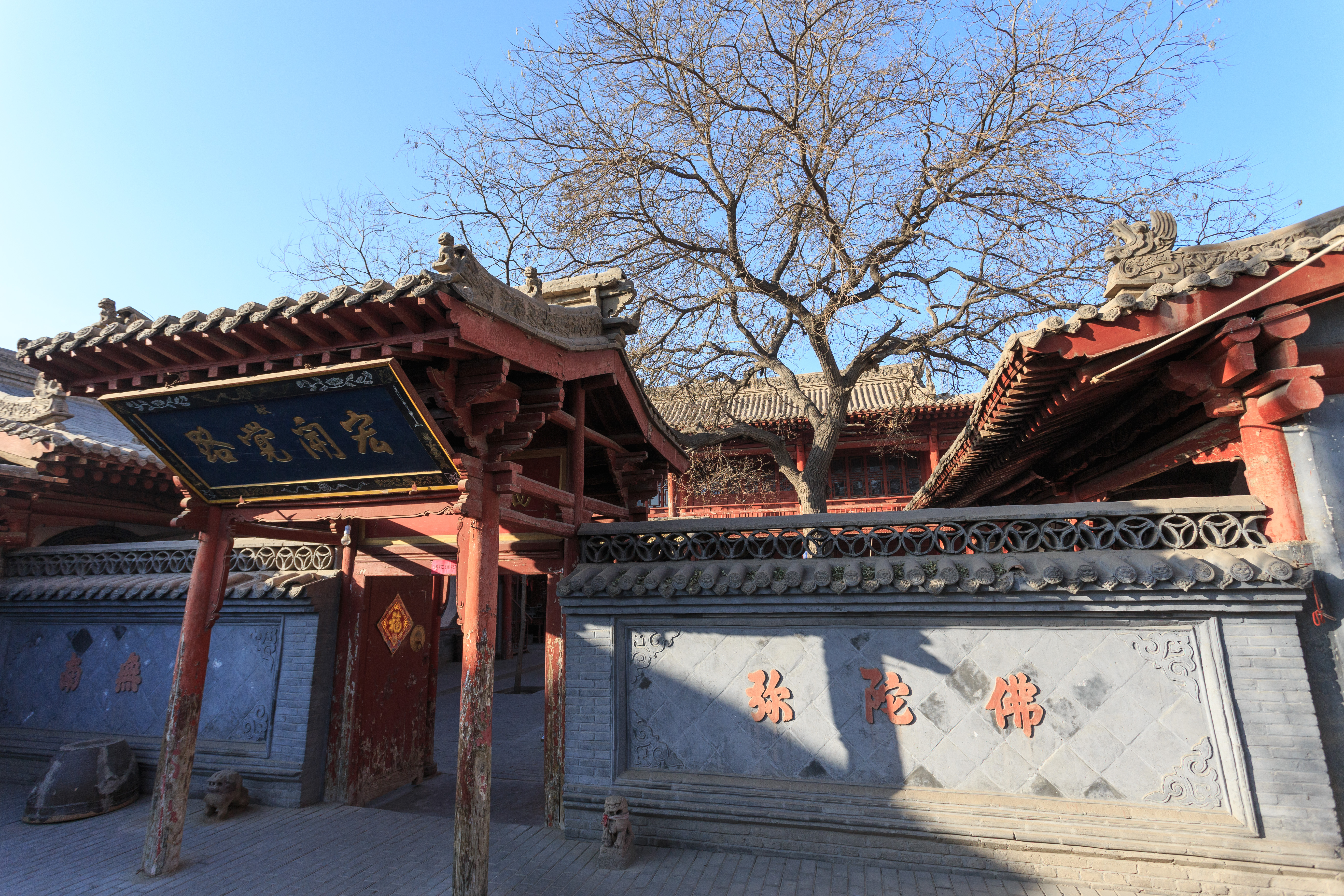